# Tomáš Měcháček
Tomáš Měcháček (* 22. února 1979 Ústí nad Labem) je český herec, komik, moderátor a režisér. Proslavil se především moderováním pořadu Vylomeniny po boku Martina Dejdara, rolí Petra ve filmu Protektor a Vojty Nesnídala v seriálu Gympl s (r)učením omezeným nebo také v reklamě od Air Bank. Od roku 2018 hrál v seriálu Modrý kód lékaře Adama Brejchu.

## Životopis
Vystudoval alternativní a loutkové herectví na DAMU. Když mu bylo dvacet let, založil hnutí mysli pro divadelní výzkum MATAPA, se kterým odehrál několik pouličních představení a některé hry i sám režíroval. Poté deset let cestoval po světě s norsko-anglickým divadlem NIE . Vystupoval jako stand-up komik v pořadu Na stojáka a objevil se v reklamách pro společnost Air Bank. V roce 2006 ztvárnil malou roli ve filmu Poslední prázdniny a 2009 se objevil ve vedlejší roli promítače Petra ve snímku Protektor. Také se věnuje divadelní režii a vyučuje herectví pomocí workshopů.
V roce 2013 moderoval společně s Martinem Dejdarem zábavný pořad Vylomeniny a ve stejném roce ztvárnil roli Vojty Nesnídala, soka Adama Kábrta, v seriálu Gympl s (r)učením omezeným, kde i zpíval. V roce 2014 ztvárnil roli Věry Čáslavské v grotesce Jak se Husákovi zdálo, že je Věra Čáslavská. V roce 2020 načetl audioknihu Kočky jsou vrženy (vydala Audiotéka). Od roku 2016 vystupuje v pořadu Comedy Club, někdy zde i moderuje.
Ve druhém pololetí roku 2019 moderoval v České televizi pořad To se ví, který měl za cíl zábavnou formou vzdělávat diváky o problematice fake news, dezinformací, propagandy a manipulací.
Na konci května 2021 vystoupil v Českém rozhlase v pořadu Xaver a host, který moderuje Luboš Xaver Veselý. Na konci interview Xaverovi řekl, že je pokrytec a zbabělec, který uráží novináře a tají, komu patří soukromá internetová televize XTV. Za výrok, že XTV platí ruská rozvědka na něj společnost XTV s. r. o. podala trestní oznámení.

## Filmografie

### Film
| Rok  | Název filmu          | Role                  |
| ---- | -------------------- | --------------------- |
| 2001 | Zlatá princezna      | Radovid               |
| 2001 | Tuláci               | Eliáš                 |
| 2001 | Takový slušný člověk | prodavač              |
| 2006 | Poslední prázdniny   | instruktor            |
| 2009 | Protektor            | promítač Petr         |
| 2015 | Dítě číslo 44        | negramotný milicionář |
| 2017 | Milada               | agent STB             |
| 2018 | Úsměvy smutných mužů | Olaf                  |
| 2018 | Prezident Blaník     |                       |
| 2020 | 3Bobule              | moderátor             |
| 2021 | Známí neznámí        |                       |
| 2021 | Indián               |                       |
| 2021 | Spící město          |                       |

### Televize
| Rok       | Název pořadu               | Role                                | Poznámky                                    |
| --------- | -------------------------- | ----------------------------------- | ------------------------------------------- |
| 2002      | Místo nahoře               | Aleš Nesvadba                       |                                             |
| 2006      | Místo v životě             | Aleš Nesvadba                       |                                             |
| 2009      | Zázraky života             | Maxim, Francouz                     |                                             |
| 2009      | Přešlapy                   |                                     |                                             |
| 2011      | Kriminálka Anděl           | Richard Priegel                     | epizoda: „Messenger“                        |
| 2012      | Můžeme dál?                | moderátor                           | televizní pořad                             |
| 2012      | Na stojáka                 | účinkující                          |                                             |
| 2013      | Vyprávěj                   | Patrik Dlask                        |                                             |
| 2013      | Vylomeniny                 | moderátor                           |                                             |
| 2013      | Nevinné lži                | sympaťák                            |                                             |
| 2013      | Sanitka 2                  | Tomáš Neliba                        |                                             |
| 2013      | Gympl s (r)učením omezeným | Mgr. Vojta Nesnídal                 | televizní seriál, vedlejší role ve 3. sérii |
| 2014      | Ulice                      | Jakub Valchář                       |                                             |
| 2014      | Svatby v Benátkách         | MUDr. Viktor Brom                   | televizní seriál, vedlejší role             |
| 2014–2020 | Máme rádi Česko            | účinkující                          | televizní pořad                             |
| 2015      | Případ pro exorcistu       | Václav Kulich                       |                                             |
| 2015      | Doktor Martin              | Miloš Brázda                        | televizní seriál, vedlejší role             |
| 2016      | V.I.P. vraždy              | Leoš Wolf                           | televizní seriál, vedlejší role             |
| 2016      | Doktor Martin              | Miloš Brázda                        | televizní seriál, vedlejší role             |
| 2017      | Svět pod hlavou            | Čeněk Fuks, kytarista skupiny Sloky | televizní seriál, epizoda: „Mrtvý lidi“     |
| 2017      | Vyšehrad                   | policista                           | internetový seriál, epizoda: „Kabelka“      |
| 2017      | Single Lady                | Tadeáš                              | internetový seriál                          |
| 2017      | Specialisté                | Marek Borský                        | epizoda: „Dvojí život“                      |
| 2018      | V.I.P. vraždy              | Leoš Wolf                           | televizní seriál, vedlejší role             |
| 2018      | Single Lady                | Tadeáš                              | internetový seriál                          |
| 2018      | S pravdou ven              | moderátor                           |                                             |
| 2018–2020 | Modrý kód                  | MUDr. Adam Brejcha                  | televizní seriál, hlavní role               |
| 2019      | Strážmistr Topinka         | Miloš Brázda                        | televizní seriál, vedlejší role             |
| 2020      | Sestřičky                  | MUDr. Adam Brejcha                  | televizní seriál, vedlejší role             |
| 2020      | Skautská pošta 1918        | Alberto Vojtěch Frič                | díl: „Alberto Vojtěch Frič“                 |
| 2025      | Dvě princezny              | spisovatel Vít                      | internetový seriál, hlavní role             |

### Divadlo
- 2001: My Long Journey Home, NIE (New International Encounter)
- 2002: Past Half Remembered, NIE (New International Encounter)
- 2005: The End of Everything Ever, NIE (New International Encounter)
- 2009: Berlin 1961, NIE (New International Encounter)/ JES - Junges Ensemble Stuttgart
- 2009: Everything Falls Apart, NIE (New International Encounter)
- 2010: Kašpárek v rohlíku - Dneska to roztočíme!, Jihočeské divadlo České Budějovice
- 2011: Máme smysl! (Pravda, nic než pravda), Švandovo divadlo na Smíchově
- 2011: Pérák (Na jméně nezáleží. Rozhodují činy!), Divadlo VOSTO5
- 2013: Vidím, nevidím, Národní divadlo, Nová scéna
- 2013: Oni, Experimentální prostor NoD
- 2014: Luboš Balák: Jak se Husákovi zdálo, že je Věra Čáslavská, Věra Čáslavská (v alternaci s Vladimírem Polívkou), Divadlo Komediograf, režie Luboš Balák
- 2014: Regulace intimity, Divadlo DISK – divadelní režie
- 2016 William Shakespeare: Večer tříkrálový aneb Cokoli chcete, Orsino, Letní shakespearovské slavnosti, režie Jana Kališová
- 2018 Luboš Balák: Zkurvení havlisti, účinkující, Divadlo Komediograf, režie Luboš Balák
- 2018 Otfried Preußler, Jan Holec, Dagmar Haladová: Čarodějův učeň, Michal (v alternaci s Václavem Liškou), Činoherní studio Ústí nad Labem, režie Jan Holec
- 2018 Miloš Macourek, Václav Vorlíček, Jan Holec: Pane, vy jste vdova!, Steiner, Jihočeské divadlo, režie Jan Holec
- 2020 Andrzej Saramonowicz: Testosteron, Kornel (v alternaci s Dennym Ratajským), Divadlo Na Fidlovačce, režie Tomáš Svoboda